# Phalerodonta takamukui
Phalerodonta takamukui är en fjärilsart som beskrevs av Matsumura 1920. Phalerodonta takamukui ingår i släktet Phalerodonta och familjen tandspinnare. Inga underarter finns listade i Catalogue of Life.